# Miyoshi (Klan)

Wappen der Miyoshi

Die Miyoshi (japanisch 三好氏 Miyoshi-shi) waren eine Familie des japanischen Schwertadels (Buke), die sich von den Ogasawara ableitete und über die von den Seiwa-Genji.

## Genealogie
Zu Beginn des 14. Jahrhunderts ließ sich Ogasawara Nagafusa auf Shikoku nieder. Nachfahren in der 8. Generation kamen in das Gebiet Miyoshi in der Provinz Awa, übernahmen den Namen und dienten den Hosokawa, die zu der Zeit Herrscher auf Shikoku waren.
- Nagateru (長輝; † 1520), der auch Yukinaga genannt wurde, war Chikuzen no Kami (筑前の上). Als es nach dem Tode von Hosokawa Masamoto 1507 zu einer Spaltung der Hosokawa kam, griff er Hosokawa Sumiyuki in der Nähe von Kyōto an, besiegte ihn und setzte durch, dass der von Masamoto adoptierte Sohn Sumimoto zum Kanryō ernannt wurde. Im folgenden Jahr kehrte Ōuchi Yoshioki (大内義興; 1477–1529) mit dem abgesetzten Shōgun Ashikaga Yoshitane nach Kyōto zurück. Nagateru versuchte vergeblich, das zu verhindern: Er wurde geschlagen und musste mit Sumimoto nach Awa zurückkehren. 1511 schor er sein Haupt und nannte sich Ki-un. Dann brachte er wieder eine Armee zusammen, marschierte gegen Kyōto, kam auch in die Stadt, wurde aber dann 1519 von Asakura Takakage zurückgeschlagen. Er wartete vergeblich auf Sumiotos Unterstützung, wurde attackiert und wurde endgültig geschlagen. Daraufhin nahm er sich im Tempel Chion-in das Leben.
- Masanaga (政長; † 1549), ein Bruder Nagaterus, war Ehizen no Kami (越前の上). Er schor sein Haupt und nannte sich Sōsan und wurde Mönch. Er wurde zusammen mit Hosokawa Harumoto (1514–1563) von Chōkei geschlagen, fiel unter Räuber und verlor sein Leben.

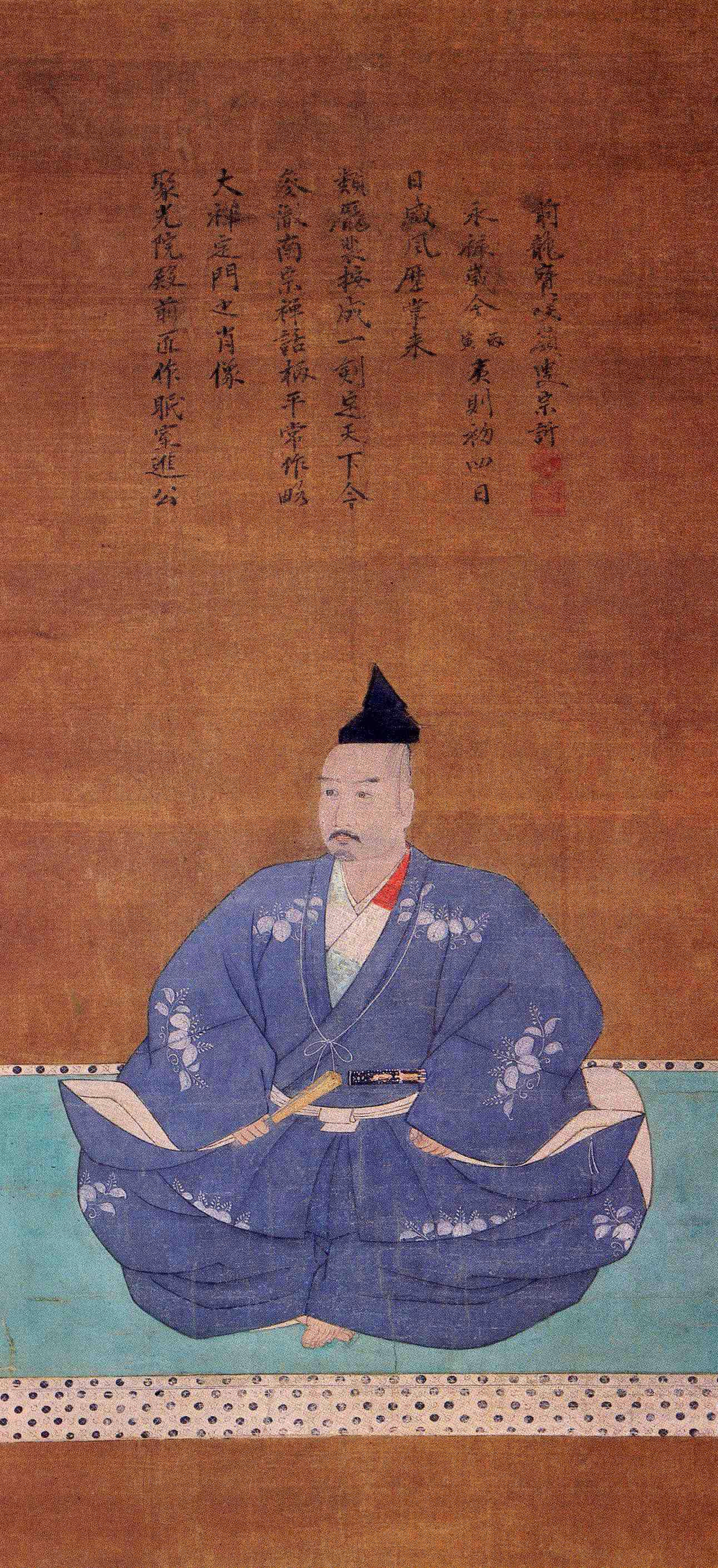
Miyoshi Chōkei

- Nagamoto (長元; † 1532), Nagaterus ältester Sohn, der zunächst Motonaga genannt wurde, wurde Chikuzen no Kami (筑前の上). 1520 marschierte er mit der Hosokawa-Armee in Kyōto ein, worauf der Shōgun nach Awa floh und durch Ashikaga Yoshiharu ersetzt wurde. 1532 schor Nagamoto sein Haupt und nannte sich Kai-un. Einig Zeit später verleumdete man ihn bei Hosokawa Harumoto, worauf er im Tempel Hongan-ji getötet wurde. Mehr als 70 seiner Gefolgsleute nahmen sich daraufhin das Leben.
- Chōkei (長慶, 1523–1564), Nagamotos ältester Sohn, hieß zunächst Norinaga und war Chikuzen no Kami. Im Alter von 17 Jahren marschierte er, mit der Unterstützung seines Onkels Masanaga und Matsunaga Hisahide, in die Provinzen von Kinai (機内) ein. Ab 1548 nannte er sich Chōkei. Als er in Streit mit Masanaga geriet, bat er Hosokawa Harumoto um Erlaubnis, in den Provinzen Settsu, Izumi und Kawachi Truppen ausheben zu dürfen. Dieser stimmte dem Wunsch jedoch nicht zu, sondern ergriff Partei für Masanaga. Chōkei, verärgert, griff sofort Masanaga an und besiegte ihn. Dann setzte er Ujitsuna als Chef des Hauses Hosokawa ein und belagerte Harumoto 1549 in seiner Burg Miyake. Er wagte aber nicht, seinen früheren Herren zum Selbstmord zu treiben, sondern wandte sich erneut gegen Masanaga, den er wieder schlagen konnte. Harumoto floh in die Provinz Ōmi und bat Shōgun Ashikaga Yoshiteru um Hilfe. In der Zwischenzeit marschierte Chōkei 1550 in Kyōto ein und vertraute dann die Stadt Matsunaga Hisahide an. Danach belagerte er Hatakeyama Takamasa und eroberte dessen Burg Iimori in der Provinz Kawachi, die er dann selbst übernahm. Takamasa zog sich in die Provinz Kii zurück, hob neue Truppen aus und griff dann Chōkei an. Er wurde aber wieder geschlagen, und es kam 1562 zu einem Friedensschluss in Kinai. Im folgenden Jahr starb Chōkeis Sohn Yoshioki durch Gift, das ihm von Matsunaga Hisahide verabreicht worden war. Chōkei adoptierte daraufhin Yoshitsugu, ein Sohn seines Bruders Sogō Kazumasa, aber es kam nie zu einer guten Zusammenarbeit zwischen den beiden. Hisahides Einfluss wurde immer stärker: 1664 ließ er Chōkeis Bruder Fuyuyasu töten. Kurz darauf erkrankte Chōkei und starb.
- Jikkyū (實休; † 1559) war ein Bruder von Chōkei. Sein eigentlicher Name war Yukitora. Er war Buzen no Kami (豊前の上), residierte auf der Burg Miyoshi (Awa). 1552 tötete er Hosokawa Mochitake und machte sich dessen Besitz zu Eigen. Hisamatsu Yoshioki, ein Vasall Mochitakes, beschloss, seinen Herren zu rächen und hob Truppen aus. Er wurde aber von Jikkyū geschlagen und getötet. Der Shōgun sandte daraufhin Truppen in die Provinz Awa, nun wurde Jikkyū geschlagen, wobei er sein Leben verlor.
- Fuyuyasu (冬康; † 1564), Jikkyūs Bruder, verteidigte die Burg Araki (荒木城) in der Provinz Settsu. Er wurde von Matsunaga Hisahide getötet. Fuyuyasu war ein hervorragender Poet.
- Yoshitsugu (儀次; † 1573), Neffe und adoptierter Sohn Chōkeis, ließ sich von Matsunaga Hisahide beeinflussen. Er nahm mit ihm 1565 an der Ermordung des Shōgun Ashikaga Yoshiteru und dessen Bruder Ashikaga Shukō teil. Nachdem er die Burg Takaya (高屋城) erhalten hatte, zerstritt er sich mit Hisahide. Oda Nobunaga stellte den Frieden wieder her und bestätigte 1568 den Besitz Yoshitsugus, nämlich die halbe Provinz Kawachi mit der Burg Wakae (若江城). Als Yoshitsugu 1572 hörte, dass ein Streit zwischen Shōgun Ashikaga Yoshiaki und Nobunaga ausgebrochen war, nahm er Partei für den Shōgun. Daraufhin belagerte Nobunaga Wakae, Yoshitsugu nahm sich das Leben.

Mit Yoshitsugus Tod 1573 verschwanden die Miyoshi allmählich aus den geschichtlichen Überlieferungen. Die letzten der Familie wurden in Shikoku von Chōsokabe Motochika geschlagen.